# گوموسان (گیونگسانگ شمالی)
گوموسان (به لاتین: Geumosan) یک کوه در کره جنوبی است که در Gyeongsangbuk-do, South Korea واقع شده‌است. گوموسان ۹۷۷ متر بالاتر از سطح دریا واقع شده‌است.